# أيه جاي إنغليش (لاعب كرة سلة مواليد 1992)
أيه جاي إنغليش (بالإنجليزية: A. J. English)‏ مواليد 10 يوليو 1992 في ويلمنغتون، هو لاعب كرة سلة أمريكي. بدأ مسيرته الاحترافية في سنة 2016. يلعب مع سكايلاينرز فرانكفورت كلاعب هجوم خلفي. يحمل الرقم 5. يبلغ طوله 6 قدم 3 بوصة (1.9 م). لعب مع نيو باسكت برينديزي في ليغا باسكيت الدرجة الأولى.

## روابط خارجية
- أيه جاي إنغليش (لاعب كرة سلة مواليد 1992) على موقع كرة السلة الأوروبية.كوم (الإنجليزية)
- أيه جاي إنغليش (لاعب كرة سلة مواليد 1992) على موقع كلية كرة السلة في سبورتس رفرنس.كوم (الإنجليزية)
- أيه جاي إنغليش (لاعب كرة سلة مواليد 1992) على موقع ريلجم (الإنجليزية)
- أيه جاي إنغليش (لاعب كرة سلة مواليد 1992) على موقع بروبوليرز (الإنجليزية)
- أيه جاي إنغليش (لاعب كرة سلة مواليد 1992) على موقع سبورتس رفرنس (الإنجليزية)